# Чэнь Чанчжи
Чэнь Чанчжи́ (род. в июле 1945 года, пров. Хубэй), зампред ПК ВСНП с 2008 года (с 2013 года — 3-й по перечислению), с 2007 года председатель ЦК Ассоциации демократического национального строительства Китая «Миньцзянь», замминистра контроля КНР (1998—2007), доцент.
Член Ассоциации демократического национального строительства Китая «Миньцзянь» (АДНСК), председатель её ЦК с 2007 года (зампред с 2002 года).
Депутат ВСНП.

## Биография
По национальности ханец.
Окончил факультет экономики Сычуаньского университета, где учился в 1963-68 годах. В 1968—1970 гг. проходил трудовую службу в НОАК.
В 1970-79 гг. работал в Цзиньяне, Сычуань.
В 1979-81 гг. получал последипломное образование по истории китайской экономики на факультете экономики Сычуаньского университета. В 1981-88 годах преподаватель Сычуаньского университета.
С мая 1986 года заместитель ответсекретаря, с 1988 года ответсекретарь и зампред, с 1997 года пред. Сычуаньского пров. комитета АДНСК, с 1998 года член Посткома АДНСК.
В 1988-98 годах заместитель ответсекретаря, в 1998 году зампред Сычуаньского пров. НПКСК.
В 1994-98 годах замначальника Сычуаньского пров. департамента контроля.
В 1998—2007 годах замминистра контроля КНР.
С 2008 года зампред ПК ВСНП 11-12 созывов (с 2013 года — 3-й по перечислению).